# Alpské lyžování na Zimních olympijských hrách 1936
Alpské lyžování na Zimních olympijských hrách 1936 ve německém Garmisch-Partenkirchenu.

## Medailové pořadí zemí
| Pořadí | Země          | Zlato | Stříbro | Bronz | Celkově |
| ------ | ------------- | ----- | ------- | ----- | ------- |
| 1.     | Německo (GER) | 2     | 2       | 0     | 4       |
| 2.     | Francie (FRA) | 0     | 0       | 1     | 1       |
| 3.     | Norsko (NOR)  | 0     | 0       | 1     | 1       |
|        | Celkem        | 2     | 2       | 2     | 6       |

## Medailisté

### Muži
| Disciplína | Zlato                       | Výkon | Stříbro                           | Výkon | Bronz                        | Výkon |
| ---------- | --------------------------- | ----- | --------------------------------- | ----- | ---------------------------- | ----- |
| kombinace  | Franz Pfnür · Německo (GER) | 99,25 | Gustav Lantschner · Německo (GER) | 96,26 | Émile Allais · Francie (FRA) | 94,69 |

### Ženy
| Disciplína | Zlato                            | Výkon | Stříbro                            | Výkon | Bronz                                | Výkon |
| ---------- | -------------------------------- | ----- | ---------------------------------- | ----- | ------------------------------------ | ----- |
| kombinace  | Christl Cranzová · Německo (GER) | 97,06 | Käthe Graseggerová · Německo (GER) | 95,26 | Laila Schou Nilsenová · Norsko (NOR) | 93,48 |